# Sarah Loosemore
Sarah Loosemore, née le 15 juin 1971, est une joueuse de tennis galloise, professionnelle entre 1988 et 1992.
Sa meilleure performance est un troisième tour à l'Open d'Australie en 1990. Issue des qualifications, elle élimine Jo-Anne Faull puis Elena Wagner avant de s'incliner contre Helena Suková. Cette année-là, elle a participé à la Coupe de la Fédération où elle a notamment joué un match en quart de finale contre Judith Wiesner, perdu sur le score de 7-64, 2-6, 8-6.

## Palmarès

### Titre en simple dames
Aucun

### Finale en simple dames
| No | Date       | Nom et lieu du tournoi | Catégorie | Dotation  | Surface    | Vainqueure      | Score         |          |
| -- | ---------- | ---------------------- | --------- | --------- | ---------- | --------------- | ------------- | -------- |
| 1  | 23/04/1990 | DHL Open, Singapour    | Tier IV   | 150 000 $ | Dur (ext.) | Naoko Sawamatsu | 7-6, 3-6, 6-4 | Parcours |

## Parcours en Grand Chelem

### En simple dames
| Année | Open d'Australie | Open d'Australie | Internationaux de France | Internationaux de France | Wimbledon       | Wimbledon        | US Open | US Open |
| ----- | ---------------- | ---------------- | ------------------------ | ------------------------ | --------------- | ---------------- | ------- | ------- |
| 1988  | 1er tour (1/64)  | Hellas Ter Riet  | -                        | -                        | 2e tour (1/32)  | Terry Phelps     | -       | -       |
| 1989  | 2e tour (1/32)   | Pam Shriver      | -                        | -                        | -               | -                | -       | -       |
| 1990  | 3e tour (1/16)   | Helena Suková    | 1er tour (1/64)          | Jennifer Santrock        | 2e tour (1/32)  | Elna Reinach     | -       | -       |
| 1991  | 1er tour (1/64)  | Barbara Rittner  | 1er tour (1/64)          | Claudia Kohde-Kilsch     | 1er tour (1/64) | Andrea Strnadová | -       | -       |
| 1992  | -                | -                | -                        | -                        | 1er tour (1/64) | Alexia Dechaume  | -       | -       |

À droite du résultat, l’ultime adversaire.

### En double dames
| Année | Open d'Australie             | Open d'Australie          | Internationaux de France | Internationaux de France | Wimbledon                     | Wimbledon              | US Open | US Open |
| ----- | ---------------------------- | ------------------------- | ------------------------ | ------------------------ | ----------------------------- | ---------------------- | ------- | ------- |
| 1990  | -                            | -                         | -                        | -                        | 1er tour (1/32) Anne Meredith | C. Porwik W. Probst    | -       | -       |
| 1991  | 1er tour (1/32) Andrea Leand | Louise Stacey Jane Taylor | -                        | -                        | 1er tour (1/32) A. Grunfeld   | B. Griffiths Jane Wood | -       | -       |

Sous le résultat, la partenaire ; à droite, l’ultime équipe adverse.

### En double mixte
| Année | Open d'Australie | Open d'Australie | Internationaux de France | Internationaux de France | Wimbledon                    | Wimbledon                | US Open | US Open |
| ----- | ---------------- | ---------------- | ------------------------ | ------------------------ | ---------------------------- | ------------------------ | ------- | ------- |
| 1990  | -                | -                | -                        | -                        | 2e tour (1/16) Mark Petchey  | E. Smylie J. Fitzgerald  | -       | -       |
| 1991  | -                | -                | -                        | -                        | 1er tour (1/32) Mark Petchey | M. Bollegraf Piet Norval | -       | -       |
| 1992  | -                | -                | -                        | -                        | 1er tour (1/32) Mark Petchey | Debbie Graham J. Stark   | -       | -       |

Sous le résultat, le partenaire ; à droite, l’ultime équipe adverse.

## Parcours en Coupe de la Fédération
| #                                                                                   | Date       | Lieu    | Surface    | Gagnante(s)     | Perdante(s)      | Score          |          |
|                                                                                     |            |         |            |                 |                  |                |          |
| 1990 - 1er tour (groupe mondial) - République dominicaine - Grande-Bretagne - 0 : 3 |            |         |            |                 |                  |                |          |
| 1                                                                                   | 23/07/1990 | Atlanta | Dur (ext.) | Sarah Loosemore | Madeline Sanchez | 6-2, 6-1       | Parcours |
|                                                                                     |            |         |            |                 |                  |                |          |
| 1990 - 2e tour (groupe mondial) - Grande-Bretagne - Italie - 2 : 1                  |            |         |            |                 |                  |                |          |
| 2                                                                                   | 23/07/1990 | Atlanta | Dur (ext.) | Sarah Loosemore | Raffaella Reggi  | 2-6, 7-5, 7-5  | Parcours |
|                                                                                     |            |         |            |                 |                  |                |          |
| 1990 - 1/4 de finale (groupe mondial) - Autriche - Grande-Bretagne - 2 : 1          |            |         |            |                 |                  |                |          |
| 3                                                                                   | 23/07/1990 | Atlanta | Dur (ext.) | Judith Wiesner  | Sarah Loosemore  | 7-64, 2-6, 8-6 | Parcours |

## Classements WTA en fin de saison

### En simple
| Année | 1987 | 1988 | 1989 | 1990 | 1991 | 1992 |
| Rang  | 327  | 161  | 284  | 85   | 174  | 431  |

Source : (en) « Classements de Sarah Loosemore », sur le site officiel du WTA Tour

### En double
| Année | 1988 | 1989 | 1990 | 1991 |
| Rang  | 592  | 437  | 237  | 264  |

Source : (en) « Classements de Sarah Loosemore », sur le site officiel du WTA Tour